# Frederic Thesiger, Tử tước Chelmsford thứ 1
Frederic John Napier Thesiger, Tử tước Chelmsford thứ 1 (12 tháng 8 năm 1868 - 1 tháng 4 năm 1933) là một quý tộc, nhà quản lý thuộc địa và chính trị gia người Anh, ông từng giữ chức Thống đốc Queensland từ 1905 đến 1909, Thống đốc New South Wales từ 1909 đến 1913, và Phó vương kiêm Toàn quyền của Ấn Độ từ năm 1916 đến năm 1921. Trong quá trình tại nhiệm ghế Phó vương Ấn Độ, ông đã thực hiện Cải cách Montagu-Chelmsford. Sau khi phục vụ một thời gian ngắn với tư cách là Đệ nhất Đại thần Hải quân trong chính phủ của Ramsay MacDonald, ông được chính phủ Jack Lang bổ nhiệm làm Tổng đặc vụ cho New South Wales trước khi nghỉ hưu.
Gia tộc của ông được nâng lên hàng quý tộc Anh từ 1858 với danh hiệu Nam tước Chelmsford, được trao cho ông nội của ông Frederic Thesiger, người đã từng 2 lần giữ ghế Thủ tướng Anh. Đến thời của ông thì tước vị được nâng lên một bậc từ Nam tước lên Tử tước và được thế tập cho đến tận ngày nay với đời Tử tước Chelmsford thứ 4 (sinh năm 1962).